# Trailblazers〜次なる日本の革新者たち〜
『Trailblazers〜次なる日本の革新者たち〜』は、2022年4月からBSフジで毎月第４金曜日に放送されている日本のドキュメンタリー番組。民放初の日本国際放送との共同制作番組であり、NHK WORLD-JAPANでは全編英語版にて放送されている。

## 番組概要
番組は時代の先端を行く、日本を切り開くTrailblazers=革新者を特集し追うもの。
ナビゲーターによる紹介・導入ブロックと、密着によるドキュメンタリーブロックが交互に構成される。
ナビゲーターは女優の福本莉子が番組開始当初(2022年4月〜）より担当していたが2025年3月の放送をもって卒業、4月からは佐々木舞香(＝LOVE)が担当している。
なお、過去の放送回はすべてFODにて配信されている。

## 放送時間
BSフジ
- 毎月第４金曜日24:00〜24:30

NHK WORLD-JAPAN
- 毎月第3金曜日にレギュラー放送11：30~/16:30~/22:30~/翌4:30~（4回放送)

※なお、BSフジで放送した内容を全編英語版に編集し翌月に放送している

## 出演者
ナビゲーター
福本莉子(女優) - （2022年4月〜）
佐々木舞香(＝LOVE) - (2025年4月〜)

## 過去の放送内容
2022年
- 4月22日 - レストラン「NARISAWA」オーナーシェフ　成澤由浩
- 5月27日 - 遠州茶道宗家１３世家元の次女　小堀宗翔
- 6月24日 - 独立時計師　菊野昌宏
- 7月22日 - 日本酒利酒師　千葉麻里絵
- 8月26日 - 組紐職人　福田隆太
- 9月23日 - いけばな 小原流五世家元の小原宏貴
- 10月28日 - ANREALAGE デザイナー森永邦彦
- 11月25日 - 三陸復興国立公園　伝統芸能の継承者たち
- 12月23日 - クリエイティブカンパニー　NAKED,INC.

2023年
- 1月27日 - 海外に販路を開拓する徳島プロジェクト
- 2月24日 - 高齢化に伴う”移動”という社会課題に向き合うプロジェクトチームWHILL
- 3月24日 - 日本の伝統技法「呼継」をガラス作品に用いた西中千人
- 4月28日 - 日本で最も注目される左官職人 久住有生
- 5月26日 - 銭湯の概念を大きく変える経営者 平松佑介
- 6月23日 - 東京・銀座の呉服屋「銀座もとじ」の2代目店主 泉二啓太
- 7月28日 - 日本の美を追求する和菓子職人 三堀栄純
- 8月25日 - 新感覚のロボットを開発した 林要
- 9月22日 - 世界から注目を集める団塚栄喜
- 10月27日 - 世界各地の自然や文化を体験するアドベンチャートラベル
- 11月24日 - 歌舞伎町で大衆演劇の劇場を立ち上げた水野多恵子
- 12月22日 - 途上国で活動する3人の女性

2024年
- 1月26日 - 青梅市で農業を営む太田太
- 2月23日 - オマツリジャパン 加藤優子
- 3月22日 - ANREALAGE 森永邦彦
- 4月26日 - HAPPY WOMAN代表 小川 孔一
- 5月24日 - 書家 矢部澄翔
- 6月28日 - プラントハンター 西畠清順
- 7月26日 - 病院の壁を華やいだ色にする画家 村岡ケンイチ
- 8月23日 - 一日を通じて浅草を楽しんでもらう町おこし
- 9月27日 - 「日本の楽園」と称されている日光
- 10月25日 - 日本伝統の木造建築の可能性を広げる　AQグループ代表の宮沢俊哉
- 11月22日 - 環境対策で世界をリードする取り組みを始めている横浜市
- 12月27日 - 兵庫県の山あいにある城下町 丹波篠山

2025年
- 1月24日 - 遺骨を宇宙で散骨する“宇宙葬”
- 2月28日 - ジャパンウィンターリーグの立ち上げ 鷲崎一誠
- 3月28日 - 日本のメディアアートをリードするアーティスト 真鍋大度
- 4月25日 - 新しいタイプの江戸切子を開発した 椎名隆行